# Anomosetídeos
Anomosetídeos (Anomosetidae) é uma família de insectos da ordem Lepidoptera.
Esta família apenas contem um género, Anomoses, com uma única espécie, Anomoses hylecoetes.